# Rajon Solomjanka
Der Rajon Solomjanka (ukrainisch Солом'янський район Solomjanskyj rajon; russisch Соломенский район Solomenski rajon) ist einer der zehn Stadtrajone der ukrainischen Hauptstadt Kiew.
Der Rajon hat 384.246 Einwohner (Stand 2020) und eine Fläche von 40 km². Er ist mit einer Bevölkerungsdichte von 9.594 Einwohnern je km² der dichtbesiedeltste Rajon der Stadt.
Der Name leitet sich vom eingemeindeten Ort Солом'янка Solomjanka ab, der Rajon selbst wurde 1921 erschaffen.
Im Rajon liegt unter anderem der Bahnhof Kyjiw-Passaschyrskyj, der Flughafen Kiew-Schuljany, die Nationale Luftfahrt-Universität, der Tschokoliwskyj-Boulevard und die Nationale Technische Universität „Kiewer Polytechnisches Institut Ihor Sikorskyj“.